# Старица (град)
Старица (на руски: Старица) е град в Русия, административен център на Старицки район, Тверска област. Населението на града през 2016 година е 8011 души. Градът е разположен на брега на река Волга. Намира се на 65 километра югоизточно от Твер. Климатът в Старица е умереноконтинентален (Dfb по Кьопен) с горещо и сравнително влажно лято и дълга студена зима.